# Limoges-Fourches
Limoges-Fourches és un municipi francès, situat al departament de Sena i Marne i a la regió de Illa de França. L'any 2007 tenia 439 habitants.
Forma part del cantó de Fontenay-Trésigny, del districte de Melun i de la Comunitat d'aglomeració Melun Val de Seine.

## Demografia

### Població
El 2007 la població de fet de Limoges-Fourches era de 439 persones. Hi havia 146 famílies, de les quals 27 eren unipersonals (8 homes vivint sols i 19 dones vivint soles), 23 parelles sense fills, 88 parelles amb fills i 8 famílies monoparentals amb fills.
La població ha evolucionat segons el següent gràfic:
Habitants censats

### Habitatges
El 2007 hi havia 151 habitatges, 143 eren l'habitatge principal de la família, 1 era una segona residència i 6 estaven desocupats. 143 eren cases i 8 eren apartaments. Dels 143 habitatges principals, 114 estaven ocupats pels seus propietaris, 27 estaven llogats i ocupats pels llogaters i 2 estaven cedits a títol gratuït; 1 tenia una cambra, 3 en tenien dues, 13 en tenien tres, 33 en tenien quatre i 93 en tenien cinc o més. 116 habitatges disposaven pel capbaix d'una plaça de pàrquing. A 45 habitatges hi havia un automòbil i a 92 n'hi havia dos o més.

### Piràmide de població
La piràmide de població per edats i sexe el 2009 era:
| Homes | Edats   | Dones |
| ----- | ------- | ----- |
| 0     | 95 o +  | 0     |
| 0     | 90 a 94 | 0     |
| 0     | 85 a 89 | 0     |
| 0     | 80 a 84 | 0     |
| 0     | 75 a 79 | 0     |
| 4     | 70 a 74 | 4     |
| 8     | 65 a 69 | 8     |
| 12    | 60 a 64 | 12    |
| 4     | 55 a 59 | 0     |
| 8     | 50 a 54 | 12    |
| 4     | 45 a 49 | 4     |
| 8     | 40 a 44 | 4     |
| 16    | 35 a 39 | 20    |
| 20    | 30 a 34 | 12    |
| 4     | 25 a 29 | 16    |
| 4     | 20 a 24 | 8     |
| 16    | 15 a 19 | 0     |
| 16    | 10 a 14 | 16    |
| 16    | 5 a 9   | 12    |
| 24    | 0 a 4   | 20    |

## Economia
El 2007 la població en edat de treballar era de 283 persones, 224 eren actives i 59 eren inactives. De les 224 persones actives 212 estaven ocupades (116 homes i 96 dones) i 12 estaven aturades (5 homes i 7 dones). De les 59 persones inactives 11 estaven jubilades, 31 estaven estudiant i 17 estaven classificades com a «altres inactius».

### Ingressos
El 2009 a Limoges-Fourches hi havia 145 unitats fiscals que integraven 466 persones, la mediana anual d'ingressos fiscals per persona era de 23.448 €.

### Activitats econòmiques
Dels 43 establiments que hi havia el 2007, 1 era d'una empresa alimentària, 1 d'una empresa de fabricació d'elements pel transport, 2 d'empreses de fabricació d'altres productes industrials, 13 d'empreses de construcció, 6 d'empreses de comerç i reparació d'automòbils, 4 d'empreses de transport, 1 d'una empresa d'informació i comunicació, 2 d'empreses financeres, 3 d'empreses immobiliàries, 6 d'empreses de serveis, 2 d'entitats de l'administració pública i 2 d'empreses classificades com a «altres activitats de serveis».
Dels 11 establiments de servei als particulars que hi havia el 2009, 2 eren paletes, 2 guixaires pintors, 1 fusteria, 2 lampisteries, 3 empreses de construcció i 1 agència immobiliària.
L'any 2000 a Limoges-Fourches hi havia 8 explotacions agrícoles que ocupaven un total de 776 hectàrees.

## Equipaments sanitaris i escolars
El 2009 hi havia una escola elemental integrada dins d'un grup escolar amb les comunes properes formant una escola dispersa.

## Poblacions properes
El següent diagrama mostra les poblacions més properes.